# Vladislav II. Vyhnanec
Vladislav II. zvaný Vyhnanec, polsky Władysław II Wygnaniec (1105 Krakov – 30. května 1159 Altenburg) byl polský kníže a první senior, který vládl v letech 1138–1146. Pocházel z rodu Piastovců a je pokládán za zakladatele jeho větve, tzv. slezských Piastovců. Byl synem polského knížete Boleslava III. Křivoústého a jeho první ženy Zbyslavy Kyjevské.
Ze strany manželky byl nevlastním švagrem římského krále Konráda III. a švagrem českého knížete Vladislava II.

## Život

### Mládí
Vladislav se narodil roku 1105 jako prvorozený Boleslavův syn. Jako prvorozenému se mu snažil Boleslav zaručit následnictví. Dal mu Slezské knížectví, které mělo být dědictví pro jeho potomky. Díky Vladislavovi bylo Slezsko zachráněno během let 1135–1137 při válce s Čechy. Téhož roku se Vladislav stal kmotrem Václava, nejmladšího syna Soběslava I.

### Senior
Krátce před svou smrtí vyhlásil Boleslav III. Křivoústý svou závěť, kterou do polského nástupnictví zavedl princip seniorátu. Polsko rozdělil na úděly pro jednotlivé syny, přičemž nejstaršímu z nich náležel seniorský úděl v Malopolsku s metropolí Krakovem. Když Boleslav 28. října 1138 zemřel, získal Vladislav jakožto senior dynastie Malopolsko, část Velkopolska a další území; potomci jeho nevlastní matky Salomeny, druhé Boleslavovy ženy, získali ostatní úděly: Boleslav IV. Kadeřavý obdržel Mazovsko a Měšek III. Starý zbylou část Velkopolska. Vladislavova nevlastní matka Salomena z Bergu se stala regentkou za Vladislavovy nevlastní bratry Jindřicha a Kazimíra, a kněžnou v Łęczyci.
Boleslav se sice snažil zajistit jednotu státu do budoucna a zároveň ji sladit s odstředivými snahami a ambicemi jednotlivých členů rodu, byl to však jen kompromis odsouzený k brzkému zániku. Vladislav se zhlédl v otci a rozhodl se, že znovusjednotí stát. Vzhledem k jeho vojenským schopnostem nikdo nepochyboval, že by neuspěl.

### První válka s juniory
Již roku 1141 se otevřeně projevily spory Vladislava s juniory, když Vladislavova nevlastní matka Salomena bez jeho souhlasu začala rozdávat své knížectví mezi své syny. Rovněž usilovala o sňatek své dcery Anežku s následníkem kyjevského knížete Vsevoloda II. Salomena tím bránila zájmy svých synů před Vladislavem. Ten však dohodl sňatek svého syna Boleslava a Vsevolodovy dcery Zvinislavy (1143).

### Druhá válka s juniory
Po smrti Salomeny z Bergu roku 1144 se Łęczycké knížectví mělo připojit k údělu seniora. Místo toho však knížectví připadlo Boleslavu Kadeřavému. Vladislav ještě toho samého roku zaútočil na své bratry. Požádal o pomoc kyjevské spojence. Na jejich pomoc však nejprve nepočkal, a proto bitvu nečekaně prohrál. Teprve až po příchodu kyjevských vojsk se Vladislavovi podařilo Boleslava a Měška porazit a Łęczycké knížectví připadlo seniorovi.

### Vyhnanec
Na počátku roku 1146 se Vladislav rozhodl podruhé zaútočit na své bratry. Nejprve se zdálo, že bude jen otázkou času, kdy se mu podaří sjednotit stát. Bez větších problémů dobyl Mazovsko a obléhal Poznaň, kde se snažil donutit své bratry, aby se vzdali. V Polsku však vypuklo povstání proti Vladislavovi, především kvůli zavraždění šlechtice Petra Wlasta. Vladislav byl dán do klatby a donucen utéct nejprve do Čech a poté do Němec (odtud jeho přízvisko Vyhnanec), kde roku 1159 zemřel.

## Rodina
V roce 1125 se Vladislav oženil s Anežkou Babenberskou (1108/13–1160/3). Měli spolu pět dětí:
- Boleslav I. Vysoký (1127–1201)
- Měšek IV. Křivonohý (1131/40-1211)
- Rychenza (ok.1140–ok.1185), 1. m 1152 Alfons VII. Kastilský, 2. m 1162 Ramon Berenguer II. Provensálský, (3. m Albert III., hr. Everstein)
- Konrád Hlohovský (1146/57–1180/90)
- Albert (ok.1156–1168/78)

## Vývod z předků
|                        |                           |  |                    |                       |  |  |  |  |  |  |  | Měšek II. Lambert |
|                        |                           |  |                    |                       |  |  |  |  |  |  |  |                   |
|                        | Kazimír I. Obnovitel      |  |                    |                       |  |  |  |  |  |  |  |                   |
|                        |                           |  |                    |                       |  |  |  |  |  |  |  |                   |
|                        |                           |  |                    | Richenza Lotrinská    |  |  |  |  |  |  |  |                   |
|                        |                           |  |                    |                       |  |  |  |  |  |  |  |                   |
|                        | Vladislav I. Herman       |  |                    |                       |  |  |  |  |  |  |  |                   |
|                        |                           |  |                    |                       |  |  |  |  |  |  |  |                   |
|                        |                           |  |                    | Vladimír I. Kyjevský  |  |  |  |  |  |  |  |                   |
|                        |                           |  |                    |                       |  |  |  |  |  |  |  |                   |
|                        | Dobroněga Kyjevská        |  |                    |                       |  |  |  |  |  |  |  |                   |
|                        |                           |  |                    |                       |  |  |  |  |  |  |  |                   |
|                        |                           |  |                    | Anna Porfyrogennéta   |  |  |  |  |  |  |  |                   |
|                        |                           |  |                    |                       |  |  |  |  |  |  |  |                   |
|                        | Boleslav III. Křivoústý   |  |                    |                       |  |  |  |  |  |  |  |                   |
|                        |                           |  |                    |                       |  |  |  |  |  |  |  |                   |
|                        |                           |  |                    | Břetislav I. Český    |  |  |  |  |  |  |  |                   |
|                        |                           |  |                    |                       |  |  |  |  |  |  |  |                   |
|                        | Vratislav II. Český       |  |                    |                       |  |  |  |  |  |  |  |                   |
|                        |                           |  |                    |                       |  |  |  |  |  |  |  |                   |
|                        |                           |  |                    | Jitka ze Schweinfurtu |  |  |  |  |  |  |  |                   |
|                        |                           |  |                    |                       |  |  |  |  |  |  |  |                   |
|                        | Judita Přemyslovna        |  |                    |                       |  |  |  |  |  |  |  |                   |
|                        |                           |  |                    |                       |  |  |  |  |  |  |  |                   |
|                        |                           |  |                    | Ondřej I.             |  |  |  |  |  |  |  |                   |
|                        |                           |  |                    |                       |  |  |  |  |  |  |  |                   |
|                        | Adléta Uherská            |  |                    |                       |  |  |  |  |  |  |  |                   |
|                        |                           |  |                    |                       |  |  |  |  |  |  |  |                   |
|                        |                           |  |                    | Anastázie Rurikovna   |  |  |  |  |  |  |  |                   |
|                        |                           |  |                    |                       |  |  |  |  |  |  |  |                   |
| Vladislav II. Vyhnanec |                           |  |                    |                       |  |  |  |  |  |  |  |                   |
|                        |                           |  |                    |                       |  |  |  |  |  |  |  |                   |
|                        |                           |  | Jaroslav I. Moudrý |                       |  |  |  |  |  |  |  |                   |
|                        |                           |  |                    |                       |  |  |  |  |  |  |  |                   |
|                        | Izjaslav I. Kyjevský      |  |                    |                       |  |  |  |  |  |  |  |                   |
|                        |                           |  |                    |                       |  |  |  |  |  |  |  |                   |
|                        |                           |  |                    | Ingegerda Švédská     |  |  |  |  |  |  |  |                   |
|                        |                           |  |                    |                       |  |  |  |  |  |  |  |                   |
|                        | Svjatopolk II. Izjaslavič |  |                    |                       |  |  |  |  |  |  |  |                   |
|                        |                           |  |                    |                       |  |  |  |  |  |  |  |                   |
|                        |                           |  |                    | Měšek II. Lambert     |  |  |  |  |  |  |  |                   |
|                        |                           |  |                    |                       |  |  |  |  |  |  |  |                   |
|                        | Gertruda Polská           |  |                    |                       |  |  |  |  |  |  |  |                   |
|                        |                           |  |                    |                       |  |  |  |  |  |  |  |                   |
|                        |                           |  |                    | Richenza Lotrinská    |  |  |  |  |  |  |  |                   |
|                        |                           |  |                    |                       |  |  |  |  |  |  |  |                   |
|                        | Zbyslava Kyjevská         |  |                    |                       |  |  |  |  |  |  |  |                   |
|                        |                           |  |                    |                       |  |  |  |  |  |  |  |                   |
|                        |                           |  |                    |                       |  |  |  |  |  |  |  |                   |
|                        |                           |  |                    |                       |  |  |  |  |  |  |  |                   |
|                        |                           |  |                    |                       |  |  |  |  |  |  |  |                   |
|                        |                           |  |                    |                       |  |  |  |  |  |  |  |                   |
|                        |                           |  |                    |                       |  |  |  |  |  |  |  |                   |
|                        |                           |  |                    |                       |  |  |  |  |  |  |  |                   |
|                        |                           |  |                    |                       |  |  |  |  |  |  |  |                   |
|                        |                           |  |                    |                       |  |  |  |  |  |  |  |                   |
|                        |                           |  |                    |                       |  |  |  |  |  |  |  |                   |
|                        |                           |  |                    |                       |  |  |  |  |  |  |  |                   |
|                        |                           |  |                    |                       |  |  |  |  |  |  |  |                   |
|                        |                           |  |                    |                       |  |  |  |  |  |  |  |                   |
|                        |                           |  |                    |                       |  |  |  |  |  |  |  |                   |
|                        |                           |  |                    |                       |  |  |  |  |  |  |  |                   |